# Saint-Cirq-Madelon
Saint-Cirq-Madelon is een gemeente in het Franse departement Lot (regio Occitanie) en telt 123 inwoners (1999). De plaats maakt deel uit van het arrondissement Gourdon.

## Geografie
De oppervlakte van Saint-Cirq-Madelon bedraagt 7,3 km², de bevolkingsdichtheid is 16,8 inwoners per km².
De onderstaande kaart toont de ligging van Saint-Cirq-Madelon met de belangrijkste infrastructuur en aangrenzende gemeenten.

## Demografie
Onderstaande figuur toont het verloop van het inwonertal (bron: INSEE-tellingen).